# Panamerikanische Spiele 1963/Tennis
Die Tenniswettbewerbe der IV. Panamerikanischen Spiele 1963 wurden vom 21. bis 27. April auf den Sandplätzen des Esporte Clube Pinheiros und der Sociedade Harmonia de Tênis in São Paulo ausgetragen. Es wurden bei Damen und Herren im Einzel und Doppel sowie im Mixedwettbewerb Medaillen vergeben.

## Herren

### Einzel
| Platz | Land      | Spieler             |
| ----- | --------- | ------------------- |
| 1     | Brasilien | Ronald Barnes       |
| 2     | Mexiko    | Mario Llamas        |
| 3     | Mexiko    | Francisco Contreras |

### Doppel
| Platz | Land      | Spieler                                |
| ----- | --------- | -------------------------------------- |
| 1     | Brasilien | Ronald Barnes Carlos Alberto Fernandez |
| 2     | Mexiko    | Juan Arredondo Vicente Zarazúa         |
| 3     | Brasilien | Iarte Adam Thomaz Koch                 |

## Damen

### Einzel
| Platz | Land               | Spielerin             |
| ----- | ------------------ | --------------------- |
| 1     | Brasilien          | Maria Esther Bueno    |
| 2     | Mexiko             | Yolanda Ramírez Ochoa |
| 3     | Vereinigte Staaten | Darlene Hard          |

### Doppel
| Platz | Land               | Spielerinnen                         |
| ----- | ------------------ | ------------------------------------ |
| 1     | Vereinigte Staaten | Carole Caldwell Darlene Hard         |
| 2     | Brasilien          | Maria Esther Bueno Maureen Schwartz  |
| 3     | Mexiko             | Yolanda Ramírez Ochoa Elena Subirats |

## Mixed
| Platz | Land               | Spieler                                   |
| ----- | ------------------ | ----------------------------------------- |
| 1     | Mexiko             | Yolanda Ramírez Ochoa Francisco Contreras |
| 2     | Brasilien          | Maria Esther Bueno Thomaz Koch            |
| 3     | Vereinigte Staaten | Darlene Hard Frank Froehling              |

## Medaillenspiegel
| Platz | Land               | Gold | Silber | Bronze | Gesamt |
| ----- | ------------------ | ---- | ------ | ------ | ------ |
| 01    | Brasilien          | 3    | 2      | 1      | 6      |
| 02    | Mexiko             | 1    | 4      | 1      | 6      |
| 03    | Vereinigte Staaten | 1    | —      | 2      | 3      |